# Cyryl (Mychajluk)
Cyryl, imię świeckie Mychajło Ilarowycz Mychajluk (ur. 5 grudnia 1963 w Szwejkowie) – ukraiński biskup prawosławny; od 2018 w jurysdykcji Kościoła Prawosławnego Ukrainy. Wcześniej służył w Ukraińskim Kościele Prawosławnym Patriarchatu Kijowskiego i Ukraińskim Autokefalicznym Kościele Prawosławnym.

## Życiorys
W 1985 podjął naukę w moskiewskim seminarium duchownym. 26 kwietnia 1986 został wyświęcony na diakona przez rektora seminarium i Akademii Duchownej w Moskwie, arcybiskupa dmitrowskiego Aleksandra. Po ukończeniu seminarium został skierowany do pracy duszpasterskiej w eparchii tarnopolskiej. 19 lipca 1988 przyjął święcenia kapłańskie z rąk arcybiskupa wołyńskiego i rówieńskiego Warłaama. Służył w cerkwiach św. Paraskiewy w Poruczynie oraz Świętych Borysa i Gleba w Biszczach.
W 1990 przeszedł w jurysdykcję Ukraińskiego Autokefalicznego Kościoła Prawosławnego i jeszcze w tym samym roku objął parafię Trójcy Świętej w Założcach. Po przejściu do Ukraińskiego Kościoła Prawosławnego Patriarchatu Kijowskiego (1993), arcybiskup tarnopolski i krzemieniecki Jakub nadał mu godność protoprezbitera. W tym samym roku służył przez kilka miesięcy w soborze św. Andrzeja w Chmielnickim. W 1999 podjął studia w Kijowskiej Akademii Duchownej. 22 czerwca 2003 złożył wieczyste śluby mnisze, przyjmując imię Cyryl; jeszcze w tym samym roku otrzymał godność archimandryty. 
3 sierpnia 2003 w soborze św. Włodzimierza w Kijowie przyjął chirotonię na biskupa użhorodzkiego i zakarpackiego.
W grudniu 2014 został suspendowany w związku ze złamaniem zakazu nieaangażowania się duchownych w działania zbrojne. Ponieważ nie wyraził skruchy z powodu swojego postępowania, jak również publicznie informował o odejściu z Patriarchatu Kijowskiego, w styczniu roku następnego Synod Kościoła pozbawił go katedry. 25 grudnia 2014 został przyjęty do Ukraińskiego Autokefalicznego Kościoła Prawosławnego, również pełniąc funkcję biskupa użhorodzkiego i zakarpackiego.
Od 15 grudnia 2018 r. pełni posługę w Kościele Prawosławnym Ukrainy. 5 lutego 2019 r. tytuł hierarchy zmieniono na „biskup użhorodzki i chustski”.